# 長柄站

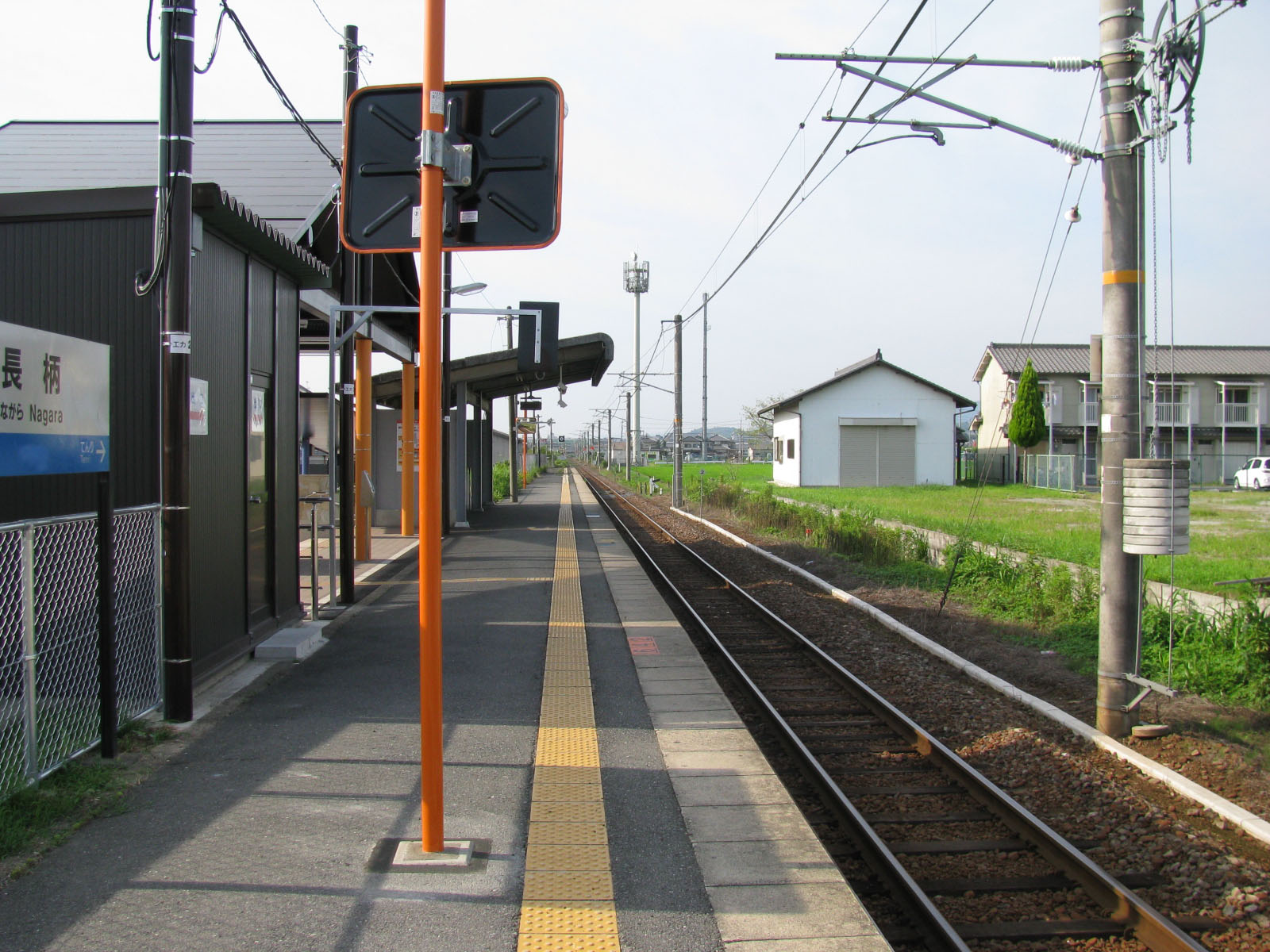
月台

長柄站（日语：／ Nagara eki */?）是位於奈良縣天理市兵庫町，西日本旅客鐵道（JR西日本）櫻井線（萬葉Mahoroba線）的車站。

## 歷史
- 1914年（大正3年）8月20日 - 櫻井線丹波市站（現時：天理站）至柳本站之間開設此站[1]。
- 1970年（昭和45年）10月1日 - 成為無人車站。
- 1980年（昭和55年）3月1日 - 成為有人車站。
- 1984年（昭和59年）10月20日 - 再次成為無人車站。
- 1987年（昭和62年）4月1日 - 伴隨國鐵分割民營化，車站由西日本旅客鐵道（JR西日本）營運[1]。
- 2005年（平成17年）3月1日 - 此站開始可以使用IC卡「ICOCA」。設置IC卡專用簡易閘機。
- 2010年（平成22年）3月13日 - 制定路線愛稱為「萬葉Mahoroba線」。

## 車站構造
車站是一座地面車站，設有1面1線的單式月台。櫻井方向的列車會開啟右邊車門。櫻井方向和奈良方向的列車使用同一月台。從前月台設有一處出入口，在2008年中站前廣場落成後，月台中央增設了出入口。後來舊出入口封閉了。
此站是由王寺鐵道部管理。此站可使用ICOCA（與其互相使用的IC卡）。此站設有自動售票機和ICOCA等IC卡出入閘機。此站沒有普通車票專用的自動閘機。

## 使用狀況
根據「奈良縣統計年鑑」和「天理市統計情報」，以下為近年1日平均乘車人次列表：
| 年度   | 1日平均 乘車人次 |
| ------ | ---------------- |
| 1997年 | 730              |
| 1998年 | 707              |
| 1999年 | 707              |
| 2000年 | 694              |
| 2001年 | 688              |
| 2002年 | 672              |
| 2003年 | 650              |
| 2004年 | 632              |
| 2005年 | 622              |
| 2006年 | 613              |
| 2007年 | 626              |
| 2008年 | 621              |
| 2009年 | 604              |
| 2010年 | 613              |
| 2011年 | 600              |
| 2012年 | 578              |
| 2013年 | 602              |
| 2014年 | 590              |
| 2015年 | 609              |
| 2016年 | 585              |
| 2017年 | 588              |
| 2018年 | 570              |
| 2019年 | 557              |

## 車站周邊
- 天理市立長柄運動公園
- 大和神社
- 舊日本軍飛行場跡
- 奈良縣足球中心

## 相鄰車站
西日本旅客鐵道
 萬葉Mahoroba線（櫻井線）
■快速（經高田站直通大和路線）、■普通
天理－長柄－柳本

## 注腳
1. 1 2 3  曾根悟（日语：曽根悟）（監修）. 朝日新聞出版分冊百科編集部（編集） , 编. . 週刊朝日百科. 42号 阪和線・和歌山線・桜井線・湖西線・関西空港線. 朝日新聞出版. 2010-05-16: 22–23 （日语）.
2. ↑  統計情報 運輸・通信  4.JR西日本の乗客数(xls 45.5KB) （页面存档备份，存于）（日語）

## 外部連結
- 長柄｜車站資訊：JR出門網 - 西日本旅客鐵道（日語）